# Eremophila exilifolia
Eremophila exilifolia là một loài thực vật có hoa trong họ Huyền sâm. Loài này được F.Muell. mô tả khoa học đầu tiên năm 1877.